# Kağan Türkcan
Kağan Türkcan es un deportista neerlandés de origen turco que compitió en remo como timonel. Ganó una medalla de bronce en el Campeonato Mundial de Remo de 1994, en la prueba de cuatro con timonel.

## Palmarés internacional
| Campeonato Mundial | Campeonato Mundial            | Campeonato Mundial | Campeonato Mundial |
| Año                | Lugar                         | Medalla            | Prueba             |
| ------------------ | ----------------------------- | ------------------ | ------------------ |
| 1994               | Indianápolis (Estados Unidos) | Medalla de bronce  | Cuatro con timonel |